# Puydaniel
Puydaniel est une commune française située dans le centre du département de la Haute-Garonne en région Occitanie.
Sur le plan historique et culturel, la commune est dans le Lauragais, l'ancien « Pays de Cocagne », lié à la fois à la culture du pastel et à l’abondance des productions, et de « grenier à blé du Languedoc ». Exposée à un climat océanique altéré, elle est drainée par la Mouillonne, le ruisseau de mauressac, le ruisseau le rauzé et par divers autres petits cours d'eau. La commune possède un patrimoine naturel remarquable composé de deux zones naturelles d'intérêt écologique, faunistique et floristique.
Puydaniel est une commune rurale qui compte 573 habitants en 2022, après avoir connu une forte hausse de la population depuis 1962. Elle fait partie de l'aire d'attraction de Toulouse..
Ses habitants sont appelés les Puydaniélois.
Le patrimoine architectural de la commune comprend un immeuble protégé au titre des monuments historiques : l'église Saint-Jean-et-Saint-Blaise, inscrite en 1971.

## Géographie

### Localisation
La commune de Puydaniel se trouve dans le département de la Haute-Garonne, en région Occitanie.
Elle se situe à 30 km à vol d'oiseau de Toulouse, préfecture du département, à 16 km de Muret, sous-préfecture, et à 4 km d'Auterive, bureau centralisateur du canton d'Auterive dont dépend la commune depuis 2015 pour les élections départementales.
La commune fait en outre partie du bassin de vie d'Auterive.
Les communes les plus proches sont : 
Lagrâce-Dieu (1,0 km), Mauressac (1,3 km), Grazac (3,3 km), Auterive (3,8 km), Miremont (4,0 km), Auribail (4,4 km), Esperce (5,0 km), Caujac (5,0 km).
Sur le plan historique et culturel, Puydaniel fait partie du Lauragais, occupant une vaste zone, autour de l’axe central que constitue le canal du Midi, entre les agglomérations de Toulouse au nord-ouest et Carcassonne au sud-est et celles de Castres au nord-est et Pamiers au sud-ouest. C'est l'ancien « Pays de Cocagne », lié à la fois à la culture du pastel et à l’abondance des productions, et de « grenier à blé du Languedoc ».
Puydaniel est limitrophe de quatre autres communes.
Les communes limitrophes sont  Auterive, Esperce, Lagrâce-Dieu et Mauressac.
| Lagrâce-Dieu |           | Auterive  |
|              | Puydaniel |           |
| Esperce      |           | Mauressac |

### Relief et géologie
C'est un petit village de 320 habitants qui domine la vallée de l'Ariège, construit à 230 m d'altitude, sur la bordure de la première terrasse qui surplombe la plaine alluviale. Les maisons récentes ont été implantées aux alentours, sur le plateau de la terrasse, dans la pente ou sur la plaine de l'Ariège qui est à 185 m d'altitude environ. La petite route départementale Saverdun-Muret longe la bordure inférieure de la terrasse ; la circulation y est assez importante. Cependant, la partie du village située sur le plateau jouit d'un calme appréciable et d'une exposition privilégiée. Le territoire de la commune s'étend donc à la fois sur la plaine de l'Ariège et sur les coteaux du Volvestre dont le relief comporte une partie plate (terrasse) et une bonne partie pentue, souvent recouverte de bois où le chêne domine.

### Hydrographie

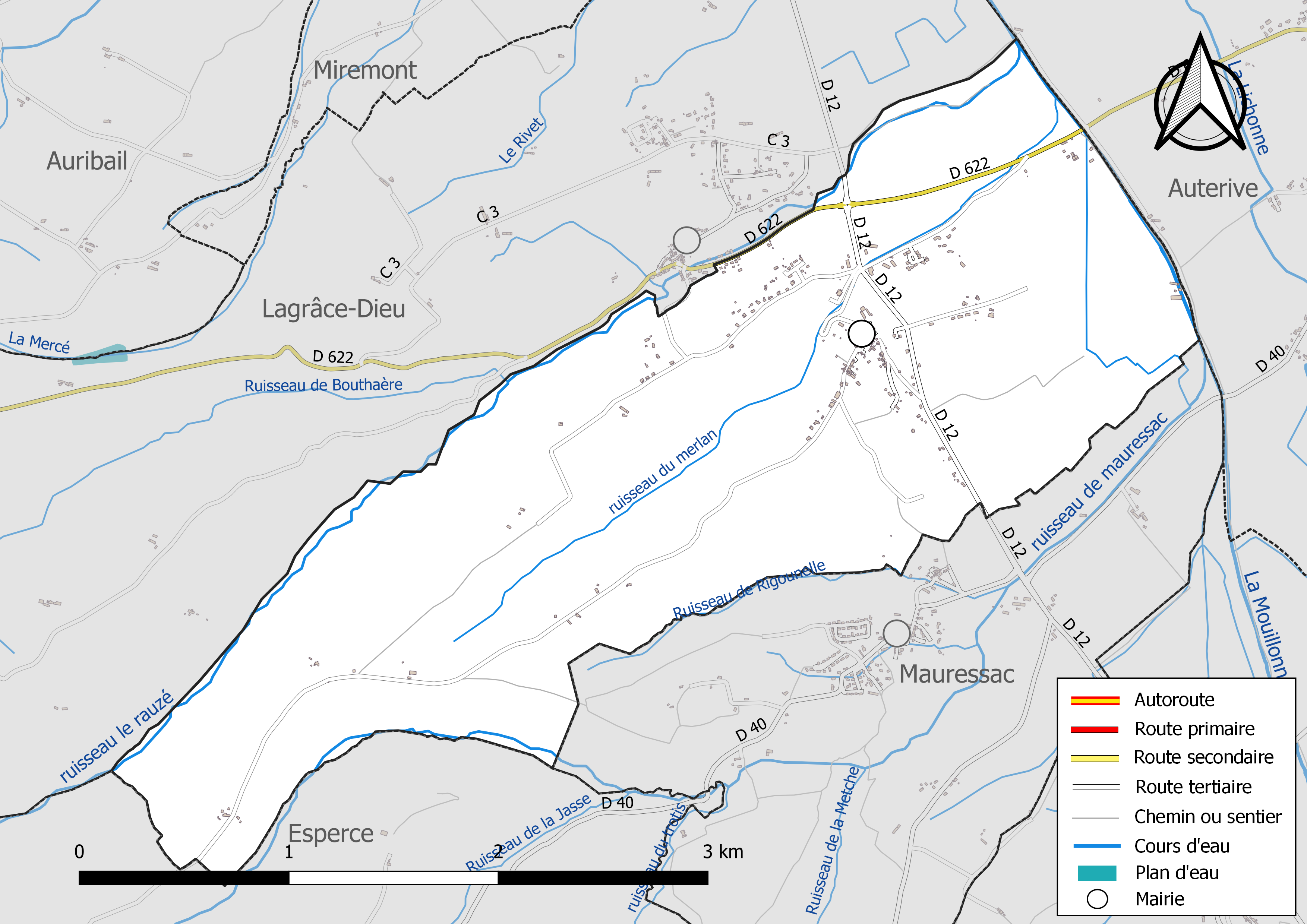
Réseaux hydrographique et routier de Puydaniel.

La commune est dans le bassin de la Garonne, au sein du bassin hydrographique Adour-Garonne. Elle est drainée par la Mouillonne, le ruisseau de mauressac, le ruisseau le rauzé, le ruisseau de Bouthaère, le ruisseau de Rigounelle, le ruisseau du merlan et par un petit cours d'eau, constituant un réseau hydrographique de 12 km de longueur totale,.
La Mouillonne, d'une longueur totale de 19,9 km, prend sa source dans la commune de Saint-Ybars (09) et s'écoule vers le nord. Elle traverse la commune et se jette dans l'Ariège à Grépiac, après avoir traversé 10 communes.

### Climat
Pour des articles plus généraux, voir Climat de l'Occitanie et Climat de la Haute-Garonne.
En 2010, le climat de la commune est de type climat du Bassin du Sud-Ouest, selon une étude s'appuyant sur une série de données couvrant la période 1971-2000. En 2020, Météo-France publie une typologie des climats de la France métropolitaine dans laquelle la commune est exposée à un climat océanique altéré et est dans la région climatique Aquitaine, Gascogne, caractérisée par une pluviométrie abondante au printemps, modérée en automne, un faible ensoleillement au printemps, un été chaud (19,5 °C), des vents faibles, des brouillards fréquents en automne et en hiver et des orages fréquents en été (15 à 20 jours).
Pour la période 1971-2000, la température annuelle moyenne est de 13,2 °C, avec une amplitude thermique annuelle de 15,8 °C. Le cumul annuel moyen de précipitations est de 729 mm, avec 9,5 jours de précipitations en janvier et 5,6 jours en juillet. Pour la période 1991-2020, la température moyenne annuelle observée sur la station météorologique la plus proche, située sur la commune de Lherm à 20 km à vol d'oiseau, est de 13,6 °C et le cumul annuel moyen de précipitations est de 620,4 mm,. Pour l'avenir, les paramètres climatiques de la commune estimés pour 2050 selon différents scénarios d’émission de gaz à effet de serre sont consultables sur un site dédié publié par Météo-France en novembre 2022.

### Milieux naturels et biodiversité

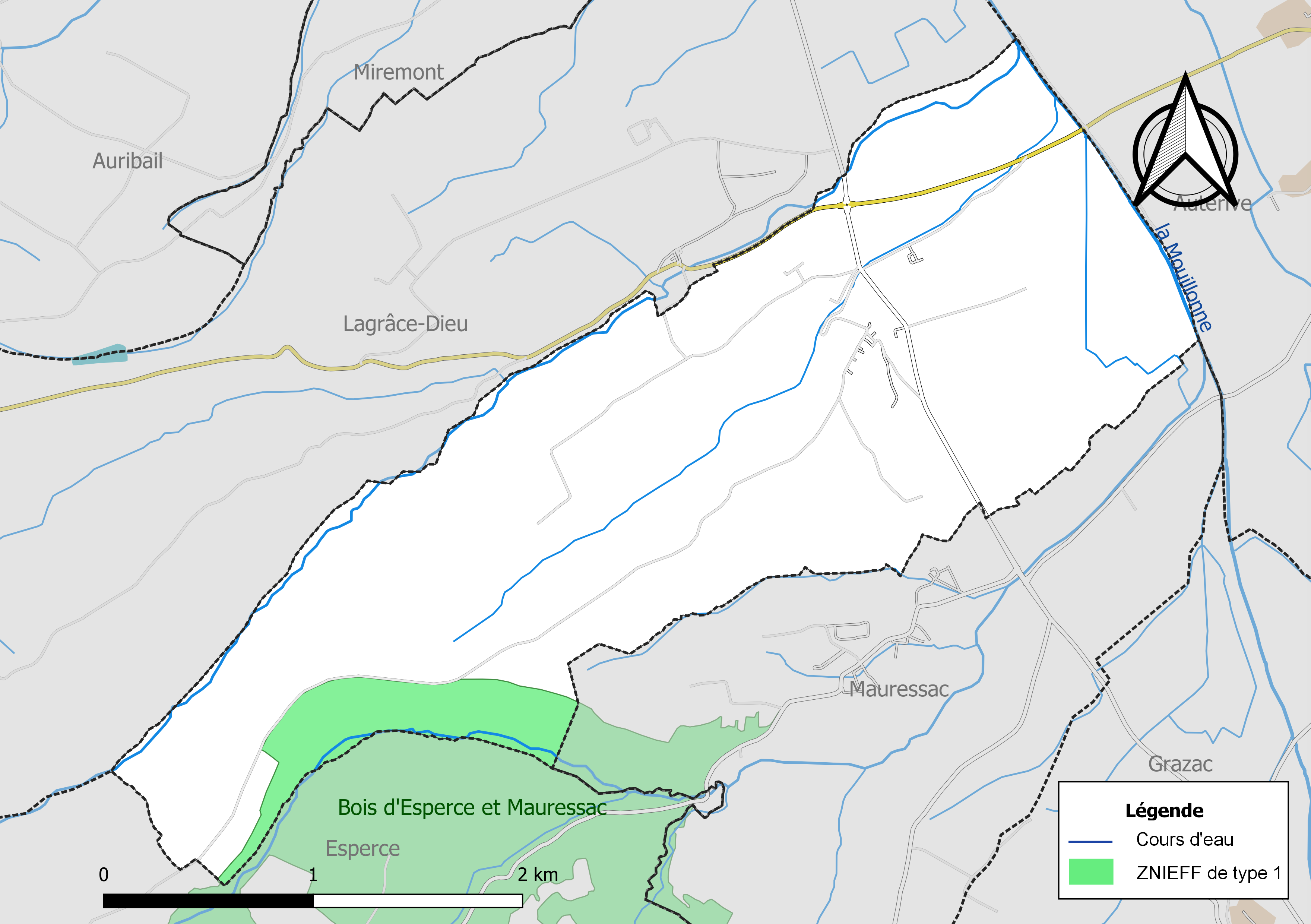
Carte de la ZNIEFF de type 1 localisée sur la commune.

L’inventaire des zones naturelles d'intérêt écologique, faunistique et floristique (ZNIEFF) a pour objectif de réaliser une couverture des zones les plus intéressantes sur le plan écologique, essentiellement dans la perspective d’améliorer la connaissance du patrimoine naturel national et de fournir aux différents décideurs un outil d’aide à la prise en compte de l’environnement dans l’aménagement du territoire.
Une ZNIEFF de type 1 est recensée sur la commune :
les « bois d'Esperce et Mauressac » (379 ha), couvrant 3 communes du département et une ZNIEFF de type 2, : 
les « coteaux et bois de Mauressac à Caujac » (2 203 ha), couvrant 6 communes du département.

## Urbanisme

### Typologie
Au 1er janvier 2024, Puydaniel est catégorisée commune rurale à habitat dispersé, selon la nouvelle grille communale de densité à sept niveaux définie par l'Insee en 2022.
Elle est située hors unité urbaine. Par ailleurs la commune fait partie de l'aire d'attraction de Toulouse, dont elle est une commune de la couronne,. Cette aire, qui regroupe 527 communes, est catégorisée dans les aires de 700 000 habitants ou plus (hors Paris),.

### Occupation des sols

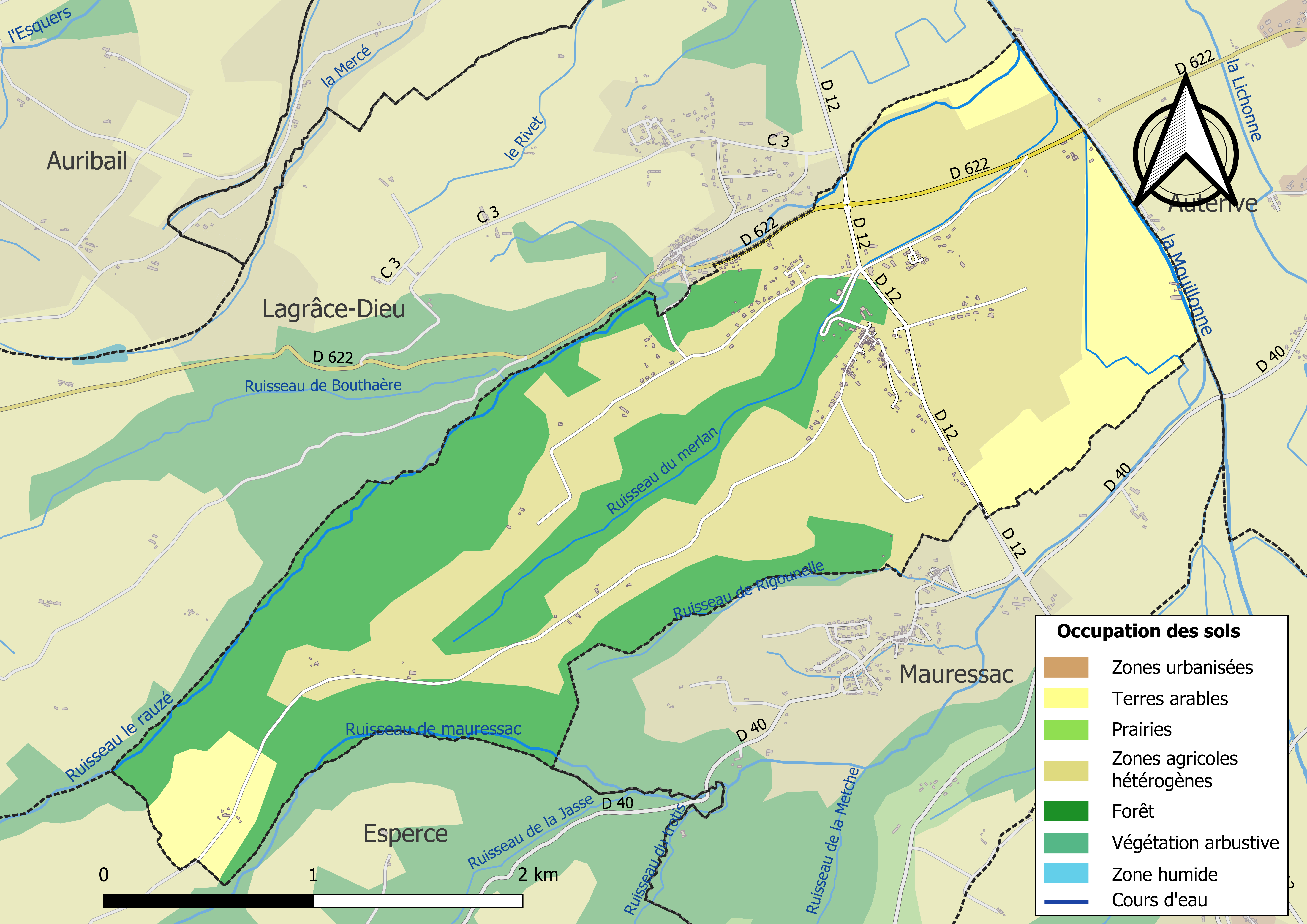
Carte des infrastructures et de l'occupation des sols de la commune en 2018 (CLC).

L'occupation des sols de la commune, telle qu'elle ressort de la base de données européenne d’occupation biophysique des sols Corine Land Cover (CLC), est marquée par l'importance des territoires agricoles (55,8 % en 2018), en diminution par rapport à 1990 (64 %). La répartition détaillée en 2018 est la suivante : 
zones agricoles hétérogènes (43,5 %), forêts (35,7 %), terres arables (12,4 %), zones urbanisées (8,5 %). L'évolution de l’occupation des sols de la commune et de ses infrastructures peut être observée sur les différentes représentations cartographiques du territoire : la carte de Cassini (XVIIIe siècle), la carte d'état-major (1820-1866) et les cartes ou photos aériennes de l'IGN pour la période actuelle (1950 à aujourd'hui).

### Voies de communication et transports

#### Voies de communication
Accès par les routes départementales D 622 et la D12.

#### Transports
La ligne 319 du réseau Arc-en-Ciel relie la commune à la gare routière de Toulouse depuis Saverdun et la ligne 325 relie la commune à la gare de Muret, en correspondance avec la ligne D en direction de Toulouse-Matabiau, et à la gare d'Auterive.

### Risques majeurs
Le territoire de la commune de Puydaniel est vulnérable à différents aléas naturels : météorologiques (tempête, orage, neige, grand froid, canicule ou sécheresse), inondations, feux de forêts et séisme (sismicité très faible). Un site publié par le BRGM permet d'évaluer simplement et rapidement les risques d'un bien localisé soit par son adresse soit par le numéro de sa parcelle.
Certaines parties du territoire communal sont susceptibles d’être affectées par le risque d’inondation par débordement de cours d'eau, notamment la Mouillonne. La commune a été reconnue en état de catastrophe naturelle au titre des dommages causés par les inondations et coulées de boue survenues en 1982, 1992, 1998, 1999, 2000, 2007, 2009, 2014 et 2018,.
Un plan départemental de protection des forêts contre les incendies a été approuvé par arrêté préfectoral du 25 septembre 2006. Puydaniel est exposée au risque de feu de forêt du fait de la présence sur son territoire du massif des Coteaux de l'Ariège. Il est ainsi défendu aux propriétaires de la commune et à leurs ayants droit de porter ou d’allumer du feu dans l'intérieur et à une distance de 200 mètres des bois, forêts, plantations, reboisements ainsi que des landes. L’écobuage est également interdit, ainsi que les feux de type méchouis et barbecues, à l’exception de ceux prévus dans des installations fixes (non situées sous couvert d'arbres) constituant une dépendance d'habitation,

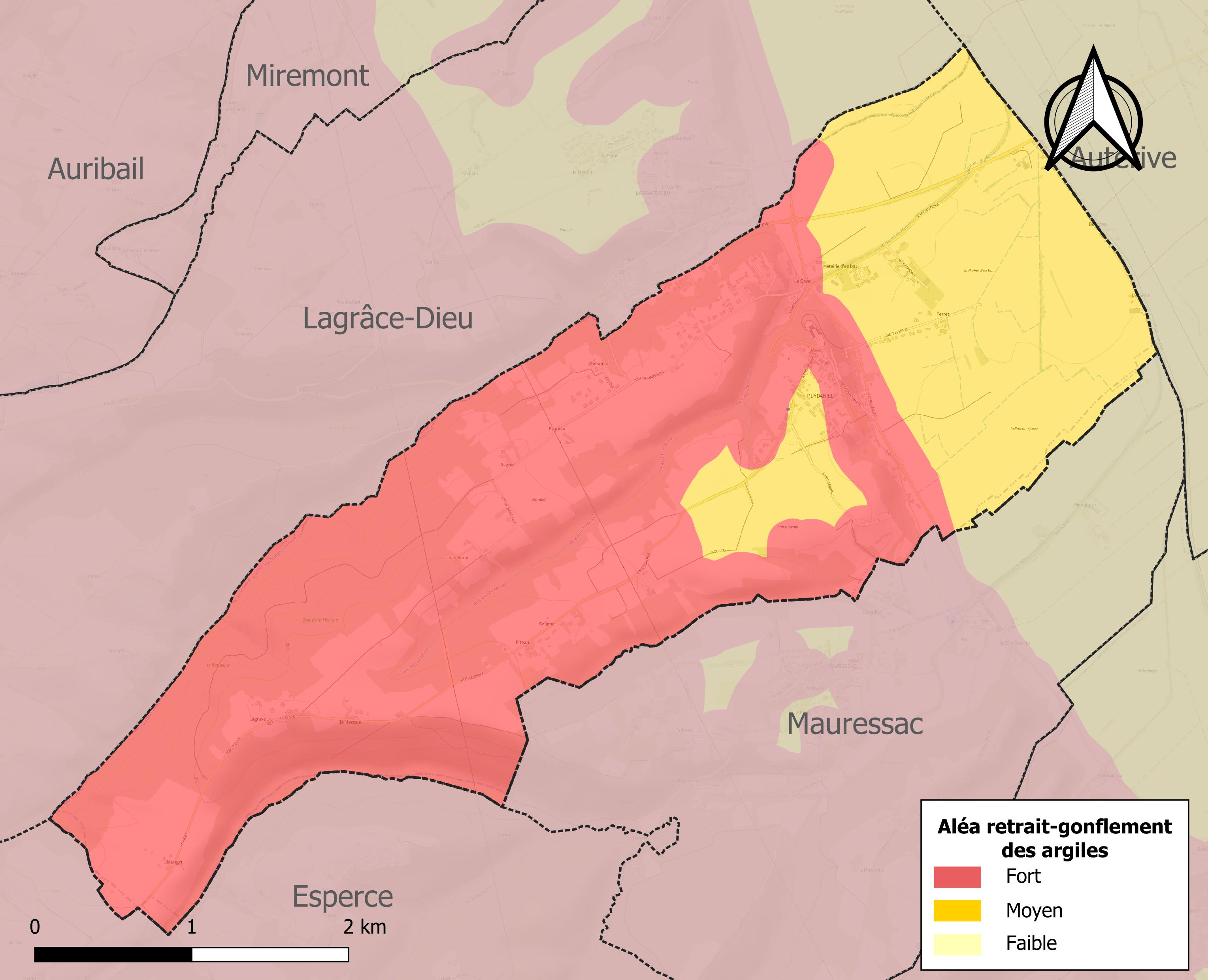
Carte des zones d'aléa retrait-gonflement des sols argileux de Puydaniel.

Le retrait-gonflement des sols argileux est susceptible d'engendrer des dommages importants aux bâtiments en cas d’alternance de périodes de sécheresse et de pluie. La totalité de la commune est en aléa moyen ou fort (88,8 % au niveau départemental et 48,5 % au niveau national). Sur les 210 bâtiments dénombrés sur la commune en 2019, 210 sont en aléa moyen ou fort, soit 100 %, à comparer aux 98 % au niveau départemental et 54 % au niveau national. Une cartographie de l'exposition du territoire national au retrait gonflement des sols argileux est disponible sur le site du BRGM,.
Par ailleurs, afin de mieux appréhender le risque d’affaissement de terrain, l'inventaire national des cavités souterraines permet de localiser celles situées sur la commune.
Concernant les mouvements de terrains, la commune a été reconnue en état de catastrophe naturelle au titre des dommages causés par la sécheresse en 2003 et 2016 et par des mouvements de terrain en 1999.

## Histoire
L'origine du nom du village remonte au Xe siècle où un abbé de Lézat nommé Daniel en était le possesseur ; Puy signifie sommet, montagne. Au Moyen Âge, sur le territoire étendu de ce village s'élevaient trois églises et une chapelle champêtre érigée sur le petit relief dit La Motte. Au XVe siècle, Puydaniel appartenait à la maison de Montaut, au XVIIe et au XVIIIe siècle, à la famille Brettes de Turin. La paroisse dépendait du diocèse de Rieux-Volvestre. L'église paroissiale Saint-Blaise, inscrite au répertoire des Monuments historiques, possède un clocher-mur encadré par deux tourelles pointues qui lui donnent une allure majestueuse. Elle a subi, comme celles de la région, les destructions dues aux guerres de religion et fut reconstruite au XVIIe siècle. Elle a conservé le maître-autel, un retable en bois orné et une cloche d'époque.
À partir du Moyen Âge jusqu'à sa disparition en 1790 pendant la Révolution française, Puydaniel faisait partie du diocèse de Rieux

## Politique et administration

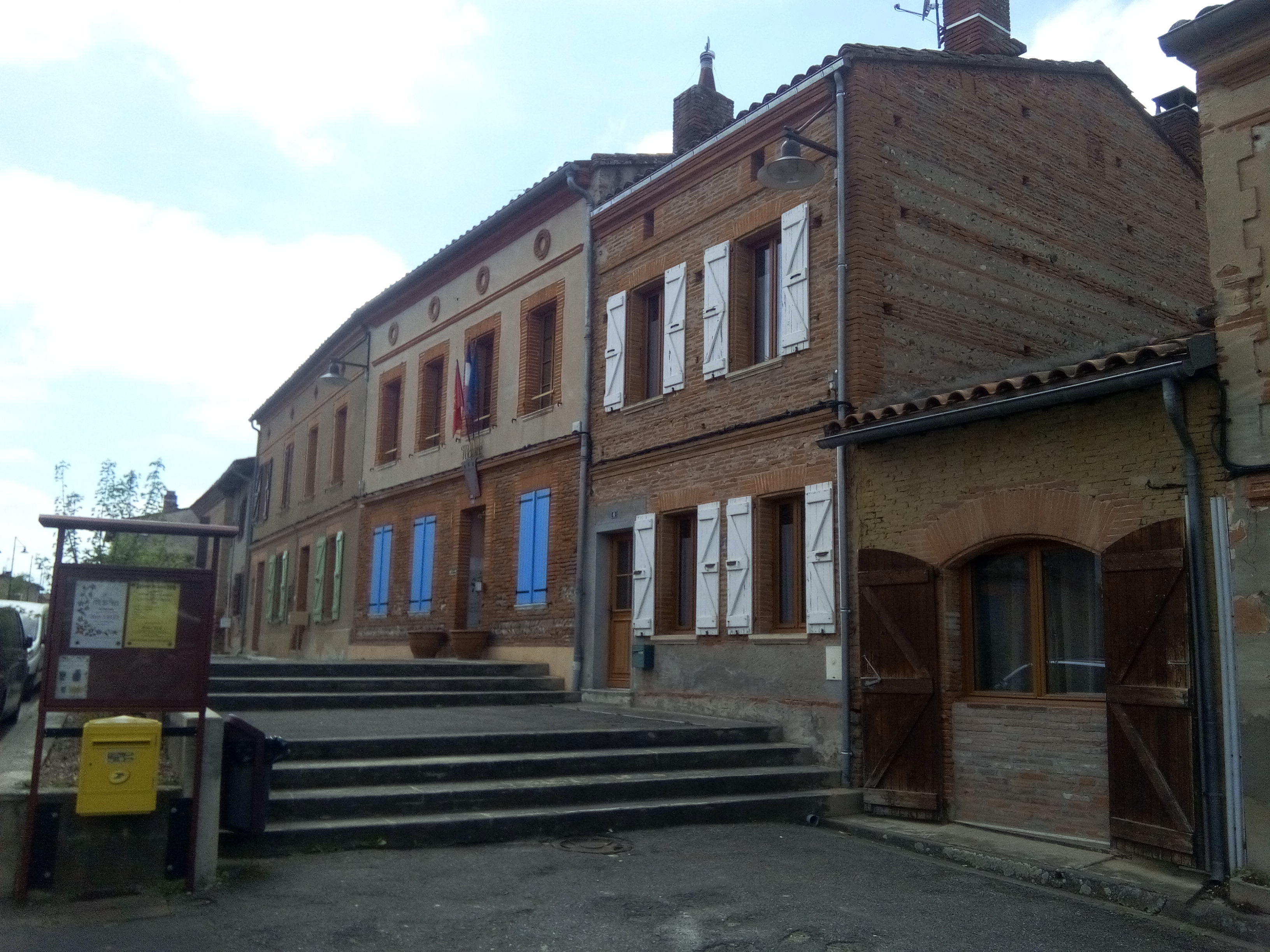
Mairie de Puydaniel

### Administration municipale
Le nombre d'habitants au recensement de 2011 étant compris entre 100 et 499, le nombre de membres du conseil municipal pour l'élection de 2014 est de onze,.

### Rattachements administratifs et électoraux
Commune faisant partie de la septième circonscription de la Haute-Garonne, de la communauté de communes du Bassin Auterivain et du canton d'Auterive.

### Liste des maires
| Période                                  | Période  | Identité          | Étiquette | Qualité |
| ---------------------------------------- | -------- | ----------------- | --------- | ------- |
| mars 2001                                | 2008     | Bernard Malaret   |           |         |
| mars 2008                                | En cours | Jean-Claude Blanc |           | Employé |
| Les données manquantes sont à compléter. |          |                   |           |         |

## Population et société

### Démographie
| 1793 | 1800 | 1806 | 1821 | 1831 | 1836 | 1841 | 1846 | 1851 |
| ---- | ---- | ---- | ---- | ---- | ---- | ---- | ---- | ---- |
| 349  | 400  | 365  | 380  | 380  | 392  | 358  | 385  | 322  |

| 1856 | 1861 | 1866 | 1872 | 1876 | 1881 | 1886 | 1891 | 1896 |
| ---- | ---- | ---- | ---- | ---- | ---- | ---- | ---- | ---- |
| 323  | 318  | 303  | 266  | 241  | 233  | 262  | 238  | 246  |

| 1901 | 1906 | 1911 | 1921 | 1926 | 1931 | 1936 | 1946 | 1954 |
| ---- | ---- | ---- | ---- | ---- | ---- | ---- | ---- | ---- |
| 239  | 241  | 211  | 201  | 191  | 197  | 185  | 174  | 144  |

| 1962 | 1968 | 1975 | 1982 | 1990 | 1999 | 2006 | 2011 | 2016 |
| ---- | ---- | ---- | ---- | ---- | ---- | ---- | ---- | ---- |
| 180  | 192  | 231  | 273  | 294  | 318  | 369  | 420  | 493  |

| 2021 | 2022 | - | - | - | - | - | - | - |
| ---- | ---- | - | - | - | - | - | - | - |
| 564  | 573  | - | - | - | - | - | - | - |

| selon la population municipale des années : | 1968 | 1975 | 1982 | 1990 | 1999 | 2006 | 2009 | 2013 |
| Rang de la commune dans le département      | 328  | 318  | 246  | 260  | 263  | 273  | 270  | 263  |
| Nombre de communes du département           | 592  | 582  | 586  | 588  | 588  | 588  | 589  | 589  |

### Enseignement
Puydaniel fait partie de l'académie de Toulouse.
Elle fait partie un regroupement pédagogique intercommunal avec les communes de Lagrâce-Dieu et Mauressac, qui comptait en 2013 4 classes à Lagrâce-Dieu, 3 classes à Mauressac et 1 classe à Puydaniel.

### Culture
Salle des fêtes construite au pied de la route qui monte au village.

### Activités sportives
Espace de jeux avec terrain de tennis, chasse, pétanque, randonnée pédestre,

## Économie

### Revenus
En 2018  (données Insee publiées en septembre 2021), la commune compte 223 ménages fiscaux, regroupant 574 personnes. La médiane du revenu disponible par unité de consommation est de 21 870 € (23 140 € dans le département).

### Emploi
|                | 2008  | 2013  | 2018  |
| -------------- | ----- | ----- | ----- |
| Commune        | 7,8 % | 5,9 % | 8 %   |
| Département    | 7,7 % | 9,6 % | 9,3 % |
| France entière | 8,3 % | 10 %  | 10 %  |

En 2018, la population âgée de 15 à 64 ans s'élève à 356 personnes, parmi lesquelles on compte 84,1 % d'actifs (76,1 % ayant un emploi et 8 % de chômeurs) et 15,9 % d'inactifs,. En  2018, le taux de chômage communal (au sens du recensement) des 15-64 ans est inférieur à celui de la France et département, alors qu'en 2008 il était supérieur à celui du département et inférieur à celui de la France.
La commune fait partie de la couronne de l'aire d'attraction de Toulouse, du fait qu'au moins 15 % des actifs travaillent dans le pôle,. Elle compte 46 emplois en 2018, contre 27 en 2013 et 40 en 2008. Le nombre d'actifs ayant un emploi résidant dans la commune est de 273, soit un indicateur de concentration d'emploi de 17 % et un taux d'activité parmi les 15 ans ou plus de 70 %.
Sur ces 273 actifs de 15 ans ou plus ayant un emploi, 27 travaillent dans la commune, soit 10 % des habitants. Pour se rendre au travail, 93,5 % des habitants utilisent un véhicule personnel ou de fonction à quatre roues, 2,8 % les transports en commun, 1,2 % s'y rendent en deux-roues, à vélo ou à pied et 2,5 % n'ont pas besoin de transport (travail au domicile).

### Activités hors agriculture
32 établissements sont implantés  à Puydaniel au 31 décembre 2019. Le tableau ci-dessous en détaille le nombre par secteur d'activité et compare les ratios avec ceux du département,.
| Secteur d'activité                                                                                        | Commune | Commune | Département |
| Secteur d'activité                                                                                        | Nombre  | %       | %           |
| --- | ------- | ------- | ----------- |
| Ensemble                                                                                                  | 32      |         |             |
| Industrie manufacturière, industries extractives et autres                                                | 1       | 3,1 %   | (5,7 %)     |
| Construction                                                                                              | 13      | 40,6 %  | (12 %)      |
| Commerce de gros et de détail, transports, hébergement et restauration                                    | 8       | 25 %    | (25,9 %)    |
| Information et communication                                                                              | 1       | 3,1 %   | (4,1 %)     |
| Activités immobilières                                                                                    | 1       | 3,1 %   | (4,2 %)     |
| Activités spécialisées, scientifiques et techniques et activités de services administratifs et de soutien | 5       | 15,6 %  | (19,8 %)    |
| Administration publique, enseignement, santé humaine et action sociale                                    | 2       | 6,3 %   | (16,6 %)    |
| Autres activités de services                                                                              | 1       | 3,1 %   | (7,9 %)     |

Le secteur de la construction est prépondérant sur la commune puisqu'il représente 40,6 % du nombre total d'établissements de la commune (13 sur les 32 entreprises implantées  à Puydaniel), contre 12 % au niveau départemental.

### Agriculture
|               | 1988 | 2000 | 2010 | 2020 |
| ------------- | ---- | ---- | ---- | ---- |
| Exploitations | 19   | 6    | 3    | 6    |
| SAU (ha)      | 515  | 439  | nd   | 340  |

La commune est dans le Volvestre, une petite région agricole localisée dans l'est du département de la Haute-Garonne, constituée de collines de terrefort à fortes pentes autrefois consacrées à l’élevage s’orientent aujourd’hui vers les grandes cultures. En 2020, l'orientation technico-économique de l'agriculture  sur la commune est la culture de céréales et/ou d'oléoprotéagineuses. Six exploitations agricoles ayant leur siège dans la commune sont dénombrées lors du recensement agricole de 2020 (19 en 1988). La superficie agricole utilisée est de 340 ha,,.

## Culture locale et patrimoine

### Lieux et monuments

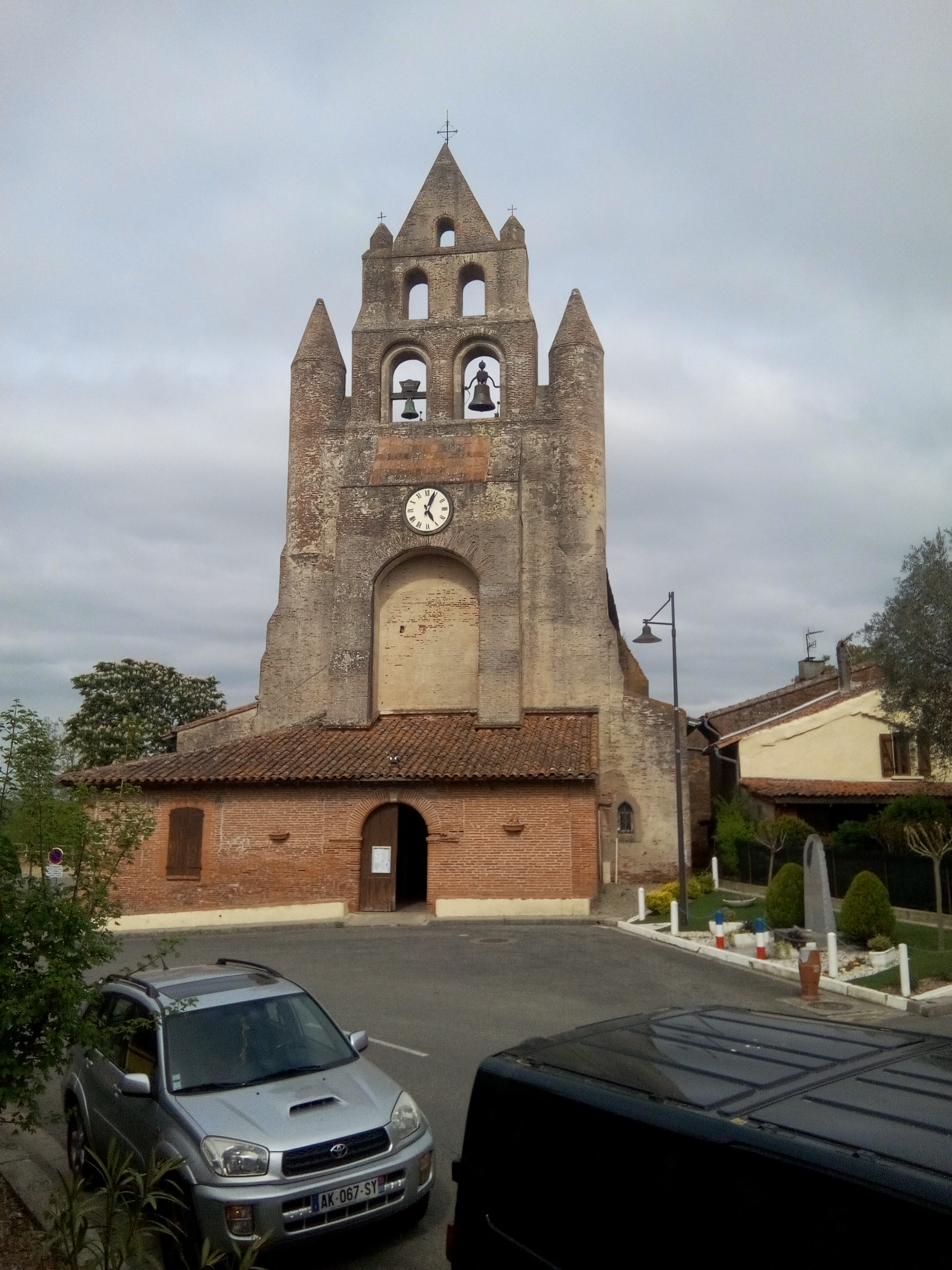
Église Saint-Jean et Saint-Blaise de Puydaniel

- Église Saint-Jean et Saint-Blaise de Puydaniel. L'église à clocher mur est inscrite aux monuments historique depuis 1971[40].
- Chemins de randonnée parcourent les environs, notamment les parties boisées au relief varié.
- Chêne liège mentionné comme  "arbre remarquable"  (octobre 2015).

### Personnalités liées à la commune
- Casimir Barrière-Flavy

### Héraldique
| Puydaniel | Son blasonnement est : D'argent chaussé de gueules. |

## Pour approfondir